# Euphrictus spinosus
Euphrictus spinosus is een spinnensoort in de taxonomische indeling van de vogelspinnen (Theraphosidae).
Het dier behoort tot het geslacht Euphrictus. De wetenschappelijke naam van de soort werd voor het eerst geldig gepubliceerd in 1908 door Arthur Stanley Hirst.